# Bucculatrix ratisbonensis
Bucculatrix paliuricola — вид лускокрилих комах родини кривовусих крихіток-молей (Bucculatricidae).

## Поширення
Вид поширений в Європі та Північній Азії. Присутній у фауні України.

## Опис
Розмах крил 7-8 мм.

## Спосіб життя
Метелики літають у травні-серпні. Буває два покоління за рік. Личинки живляться листям Artemisia campestris та Artemisia vulgaris. Гусениці раннього віку мінують листя. Личинки старшого віку поїдають листя ззовні.